# Polska från Övre Klarälvsdalen
Namnet Bakmes och slängpolsk från Övre Klarälvsdalen används om ett par danser (polskor) kallade Bakmes från Övre Klarälvsdalen respektive Slängpolsk från Övre Klarälvsdalen. Dessa danser är upptecknade av Lars Mattson, Skoghall, och Ingvar Norman, Säter, efter traditionsbärare från Ekshärads socken, Norra Ny socken och Dalby socken. Danserna kan dansas var för sig eller tillsammans. Även ett tredje danssätt "trö" finns dokumenterat till dansen och beskrivs i Lars Mattssons bok. Den är en omfattande dokumentation av danser och musik i Norra Värmland till vilken även en CD finns.   
Bakmes och slängpolsk dansas energiskt med korta steg, svikt och små hopp. Att lägga in vigheter i dansen som knäfall, fotsammanslagningar, att slå klackarna i taket, hjulningar, enhandsvolt eller liknande är inte ovanligt för framförallt kavaljeren i dessa danser. De flesta vigheterna läggs lämpligast in mellan de olika "turerna". Mer eller mindre omfattande varianter av dansen ingår i de man kan välja för uppdansning till <polskdansmärke> (Dansförteckningen brukar tillfälligt saknas under en period vid februari-mars när anmälningsformuläret uppdateras varje år.)